# 米子工業高等専門学校
米子工業高等専門学校（よなごこうぎょうこうとうせんもんがっこう、英称:National Institute of Technology, Yonago College）は鳥取県米子市に所在する国立高等専門学校。略称は米子高専。

## 設置学科

### 学科（準学士課程）
- 総合工学科

#### コース
1年生〜2年生前期では「専門基礎共通教育」を行い、2年生後期より以下専門コースに分かれる。
- 機械システムコース
- 電気電子コース
- 情報システムコース
- 化学・バイオコース
- 建築デザインコース

3年生からはコース毎でクラスを編成し、5年生までの3年間を同じクラスメイトと過ごす。

### 専攻科（学士課程）
- 生産システム工学専攻
- 物質工学専攻
- 建築学専攻

## 沿革
- 1964年4月1日、国立高専3期校として開校（機械工学科・電気工学科・工業化学科）。
- 1964年4月18日、開校式及び第1回入学式挙行。
- 1966年10月30日、校舎等落成式挙行。
- 1968年3月14日、第3種陸上競技場公認。
- 1968年3月20日、武道館新営工事完工。
- 1968年7月31日、水泳プール工事完工。
- 1969年4月1日、建築学科新設。
- 1970年3月25日、建築学科棟新営工事完工。
- 1970年10月31日、低学年寄宿舎その他増改築工事完工。
- 1973年3月27日、図書館新営工事完工。
- 1974年2月10日、電気計算室新営工事完工。
- 1974年11月7日、創立10周年記念式挙行。
- 1976年3月31日、生活排水処理施設工事完工。
- 1978年12月27日、第2体育館新営工事完工。
- 1981年5月30日、校舎新営工事完工。
- 1981年12月15日、基幹整備（共同溝取設, 機械設備）工事完工。
- 1982年2月10日、基幹整備（電気）工事完工。
- 1982年11月15日、第2期基幹整備（共同溝取設, 暖房管改修, 電気）。
- 1984年10月27日、創立20周年記念式挙行。
- 1985年3月27日、福利施設新営工事完工。
- 1987年4月1日、電子制御工学科新設。
- 1988年10月20日、電子制御工学科棟新営工事完工。
- 1993年3月29日、寄宿舎増築工事完工。
- 1994年3月25日、寄宿舎改修工事完工。
- 1994年4月1日、工業化学科を物質工学科に改組。
- 1994年7月4日、校舎等改修、電気設備工事完工。環境整備（グランド等改修）工事完工。
- 1994年7月27日、校舎改修工事完工。
- 1994年8月30日、基幹整備（ボイラー更新）工事完工。
- 1994年11月18日、創立30周年記念式挙行。
- 1996年3月19日、物質工学科棟新営工事完工。
- 1997年2月28日、寄宿舎改修工事完工。
- 1999年8月30日、校舎改修工事完工。
- 2002年2月7日、講義棟新営工事完工。
- 2003年3月28日、校舎改修工事完工。
- 2004年4月1日、独立行政法人国立高等専門学校機構米子工業高等専門学校発足、専攻科設置（生産システム工学専攻, 物質工学専攻, 建築学専攻の3専攻）、電気工学科を電気情報工学科に改組。
- 2005年12月、創立40周年記念誌発行。
- 2006年2月17日、専攻科棟新営工事完工。屋内運動場等改修その他工事完工、ものづくりセンター（実習工場）改修工事完工。
- 2021年4月、全学科を廃止し、新たに総合工学科、機械システムコース、電気電子コース、情報システムコース、化学・バイオコース、建築デザインコースを設立。
- 2025年3月、旧学科の最後の代の卒業により、校内の学科が完全に総合工学科のみに置き換わる。

## 施設
正門入り口側から見て右側に講義棟、奥の方にものづくりセンターや体育館や陸上競技場、左側に白砂会館、学生寮などが置かれている。現在は、老朽化した学生寮の耐震補強工事、専攻科棟の新調工事が進められている。
運動施設
陸上競技場、野球場、テニスコート、第一体育館、第二体育館、プール、武道場がある。第一・第二体育館には体育教師の研究室が置かれている。
図書館情報センター
図書館を中心とした、学校や工業などの情報について取り扱う施設。図書スペースの他に、パソコン教室「メディアラボ」が3部屋、2階には「アカデミックシアター」と通常の教室が存在する。
図書館では通常の文芸などに加え、本校で扱う工業についての書籍が多く置かれている。
メディアラボは、Microsoft Officeの習得やプログラミング、図面製作や工業実験など、パソコンを必要とする授業を中心に利用されている。
アカデミックシアターには大きなスクリーンが設置されており、音楽の授業の教室としても活用される。
購買
校内にヤマザキショップが設置されている。通常のヤマザキショップとは異なり、機械工学の製図で用いるケント紙も販売している。
ものづくりセンター（実習工場）
機械システムコースおよび電気電子コースの工学実習を行うエリア（機械加工エリア及び熱造形エリア）と、機械システムコース・生産システム工学の熱流体工学研究室が置かれている。機械加工エリアは、NCフライス盤やNC旋盤を含む多数の工作機械を有する。
低学年講義棟（新講義棟）
4階建てで、2001年度から運用されている。1 - 4年までの学生の教室があり、一般科目の座学形式授業をここで行う。新講義棟3 - 4階の中央は吹き抜けになっており開放的で、また天窓からの光が2階まで届く。1階には地域共同テクノセンターと技術教育支援センターがあり、施設内への一般学生の立ち入りは禁止されている。
専攻科棟
米子高専の学科棟では一番新しい施設で、2006年より運用開始した。オープンシアターと研究室、実験室から構成されている。
福利施設
通称「白砂会館」。1階と2階に分かれており、1階には食堂、2階には多目的教室が存在する。
学生寮
遠方から通学している学生などが住む寮。複数の寄宿舎などによって構成されている。1日3回の寮食が出される他、寮だけの大きなイベントも開催される。
寮生会という組織があり、会員による自治が行われている。

## 特色

### ギネス世界記録
2017年2月25日、山陰名物のちくわをアピールしようと、学生たちによる「世界で最も長いちくわ」を作る挑戦が行われた。作業は6時間に渡り、実に40.3mのちくわが完成。ギネス世界記録として承認された。
2018年11月11日、前回のちくわに続くギネス記録樹立プロジェクトとして、「世界一長いきりたんぽ」の作製に挑戦。今回は秋田高専と米子高専の学生たち合同で行われた。作業の末、5.12mもの巨大きりたんぽが完成。見事ギネス世界記録に認定された。
2019年5月19日、ギネス記録樹立プロジェクト第3弾として、鳥取の大山どりを使った「最も長いつくね串」を作る試みが行われた。結果、20.69mのつくねが完成し、ギネス世界記録に認定。これで本校のギネス記録は合計3つとなった。

## 卒業後の進路
進学先
- 米子高専専攻科
- 鳥取大学
- 岡山大学
- 広島大学
- 九州工業大学
- 大阪市立大学
- 東京農工大学
- 神戸大学
- 大阪大学
- 京都大学
- 北海道大学
- 名古屋大学
- 京都工芸繊維大学
- 東京工業大学
- 九州大学
- お茶の水女子大学
- 熊本大学
- 筑波大学
- 東北大学
- 千葉大学
- 山口大学
- 徳島大学
- 金沢大学
- 信州大学

就職先
- 中国電力
- 本田技研工業
- 三菱重工業
- 東海旅客鉄道（JR東海）
- 中外製薬工業
- 花王
- 富士フイルム
- 明治
- 旭化成
- マツダ
- IHI
- 西日本旅客鉄道（JR西日本）
- 三菱重工業
- トヨタ
- ヤクルト
- 山崎製パン
- 関西電力
- NTTコミュニケーションズ
- サントリー
- ニコン
- 京セラ
- ダイキン
- 富士重工業
- キヤノン
- 塩野義製薬
- 武田薬品
- 東レ
- 大林組
- 大和ハウス
- 大阪ガス
- ソフトバンク

## 単位と試験について
- 前期と後期でそれぞれ中間試験と期末試験がある。
- 成績は100点満点で評価する。
- 成績評価の評語は90点から100点が「秀」、80点から90点が「優」、70点から79点が「良」、60点から69点が「可」、60点未満が「不可」となっている。
- 通常の試験とは別に追試験あるいは再試験を行う科目もある。
- 単位が認定されなかった場合、進級後に行われる追認試験に合格する事で60点の評価として単位が認定される場合もある。
- 進級に必要な単位が規定数認定されなかった場合は留年措置となる。

また、過去には不可科目の救済措置は色々と存在したが、現在はJABEE認定を目指すにあたり、追試および課題提出のみになっている（追試・課題ともに本試験より難易度が上がっていることが多い）。

## 部活動
- 陸上部
- バレーボール部
- バスケットボール部
- ソフトテニス部
- 卓球部
- 柔道部
- 剣道部
- 硬式野球部
- サッカー部
- ラグビー部
- ハンドボール部
- 水泳部
- ヨット部
- 空手道部
- テニス部
- バドミントン部
- 吹奏楽部
- 科学部
- 書道部
- 茶・華道部
- 合唱部
- 放送部

## 同好会
- 数学同好会
- B&C研究同好会
- 軽音同好会
- 美術同好会
- 模型同好会
- コンピュータ同好会
- ダンス同好会
- 将棋同好会
- フットサル同好会
- カーホビー同好会
- 英語同好会
- will同好会
- ロボコン同好会
- CG同好会
- VTuber同好会

## 年間行事
- 4月：入学式、本科1学年オリエンテーション
- 5月：高専祭（体育の部）
- 6月：前期中間試験
- 7月：高専大会（中国大会）
- 8月：前期期末試験、夏休み（約2か月）（専攻科1学年および本科4学年はインターンシップ）
- 10月：特別行事（1年：遠足、2年：校外研修旅行、3年：工場見学旅行、4年：インターンシップ報告）
- 11月：高専祭（文化の部）
- 12月：後期中間試験、球技大会、冬休み（約2週間）
- 1月：卒業研究発表会
- 2月：学年末試験、卒業研究発表会、春休み（約1か月）
- 3月：卒業式・修了式

## 出身者
- 井上二郎 - パナソニック ホームズ代表取締役社長、プレハブ建築協会副会長、一級建築士

## 交通アクセス
- 境線 弓ヶ浜駅または河崎口駅から徒歩20分
- 日ノ丸バス高専循環線 高専前バス停からすぐ（ただし平日1往復のみ）
- 日ノ丸バス内浜・下葭津線 中彦名バス停から徒歩8分